# كرد (هنغاريا)
كرد (بالمجرية: Kurd, Hungary) هي municipality of Hungary تقع في المجر في مقاطعة تولنا.